# IV. regionalna nogometna liga Karlovac – Gospić – Sisak 1984./85.
IV. regionalna nogometna liga Karlovac – Gospić – Sisak (također i kao IV. regionalna nogometna liga Karlovac – Sisak – Gospić) je bila liga četvrtog stupnja nogometnog prvenstva Jugoslavije u sezoni 1984./85. 
  
Sudjelovalo je 14 klubova, a prvak je bio klub "Gavrilović" iz Petrinje. 

## Sustav natjecanja
14 klubova je igralo dvokružnu ligu (26 kola). 

## Ljestvica
| mj. | klub                                 | ut. | pob. | ner. | por. | gol+ | gol- | bod |
| --- | ------------------------------------ | --- | ---- | ---- | ---- | ---- | ---- | --- |
| 1.  | Gavrilović Petrinja                  | 26  | 21   | 3    | 2    | 93   | 25   | 45  |
| 2.  | BSK Budaševo                         | 26  | 18   | 4    | 4    | 86   | 27   | 40  |
| 3.  | Galdovo Sisak                        | 26  | 16   | 6    | 4    | 59   | 44   | 38  |
| 4.  | Lika Lički Osik                      | 26  | 14   | 5    | 7    | 74   | 44   | 33  |
| 5.  | Ilovac Karlovac                      | 26  | 12   | 3    | 11   | 87   | 47   | 27  |
| 6.  | Ivo Lola Ribar (Karlovac – Mostanje) | 26  | 12   | 3    | 11   | 63   | 71   | 27  |
| 7.  | Petrova gora Vojnić                  | 26  | 12   | 2    | 12   | 73   | 53   | 26  |
| 8.  | Jedinstvo Dvor                       | 26  | 8    | 7    | 11   | 48   | 51   | 23  |
| 9.  | Banija Glina                         | 26  | 7    | 8    | 11   | 58   | 59   | 22  |
| 10. | INA Sisak                            | 26  | 9    | 4    | 13   | 43   | 70   | 22  |
| 11. | Gospić                               | 26  | 10   | 1    | 15   | 46   | 79   | 21  |
| 12. | Jedinstvo Vrginmost                  | 26  | 5    | 5    | 16   | 34   | 68   | 15  |
| 13. | Duga Resa                            | 26  | 6    | 3    | 17   | 47   | 90   | 15  |
| 14. | Krbava Udbina                        | 26  | 4    | 2    | 20   | 42   | 125  | 10  |

## Rezultatska križaljka
| kratica | klub                                 | BAN | BSK | DUR | GAL | GAV | GOS | ILO | INA | IVLR | JEDD | JEDV | KRB | LIKA | PEG |
| --- | ------------------------------------ | --- | --- | --- | --- | --- | --- | --- | --- | ---- | ---- | ---- | --- | ---- | --- |
| BAN | Banija Glina                         |     |     |     |     |     |     |     |     |      |      |      |     |      |     |
| BSK | BSK Budaševo                         |     |     |     |     |     |     |     |     |      |      |      |     |      |     |
| DUR | Duga Resa                            |     |     |     |     |     |     |     |     |      |      |      |     |      |     |
| GAL | Galdovo Sisak                        |     |     |     |     |     |     |     |     |      |      |      |     |      |     |
| GAV | Gavrilović Petrinja                  |     |     |     |     |     |     |     |     |      |      |      |     |      |     |
| GOS | Gospić                               |     |     |     |     |     |     |     |     |      |      |      |     |      |     |
| ILO | Ilovac Karlovac                      |     |     |     |     |     |     |     |     |      |      |      |     |      |     |
| INA | INA Sisak                            |     |     |     |     |     |     |     |     |      |      |      |     |      |     |
| IVLR | Ivo Lola Ribar (Karlovac – Mostanje) |     |     |     |     |     |     |     |     |      |      |      |     |      |     |
| JEDD | Jedinstvo Dvor                       |     |     |     |     |     |     |     |     |      |      |      |     |      |     |
| JEDV | Jedinstvo Vrginmost                  |     |     |     |     |     |     |     |     |      |      |      |     |      |     |
| KRB | Krbava Udbina                        |     |     |     |     |     |     |     |     |      |      |      |     |      |     |
| LIKA | Lika Lički Osik                      |     |     |     |     |     |     |     |     |      |      |      |     |      |     |
| PEG | Petrova gora Vojnić                  |     |     |     |     |     |     |     |     |      |      |      |     |      |     |
| |                                      |     |     |     |     |     |     |     |     |      |      |      |     |      |     |
| podebljan rezultat - utakmice od 1. do 13. kola (1. utakmica između klubova) rezultat normalne debljine - utakmice od 14. do 26. kola (2. utakmica između klubova) rezultat nakošen - nije vidljiv redoslijed odigravanja međusobnih utakmica iz dostupnih izvora rezultat smanjen * - iz dostupnih izvora nije uočljiv domaćin susreta prekrižen rezultat - poništena ili brisana utakmica p - utakmica prekinuta 3:0 p.f. / 0:3 p.f. - rezultat 3:0 bez borbe n.i. - nije igrano |                                      |     |     |     |     |     |     |     |     |      |      |      |     |      |     |

 Izvori: